# Sunmiao, Henan
Sunmiao (kinesiska: 孙庙, 孙庙乡) är en socken i Kina. Den ligger i provinsen Henan, i den centrala delen av landet, omkring 280 kilometer söder om provinshuvudstaden Zhengzhou. Antalet invånare är 23 118. Befolkningen består av 11 274 kvinnor och 11 844 män. Barn under 15 år utgör 23,0 %, vuxna 15-64 år 68 %, och äldre över 65 år 8,0 %.
Genomsnittlig årsnederbörd är 1 143 millimeter. Den regnigaste månaden är augusti, med i genomsnitt 184 mm nederbörd, och den torraste är december, med 16 mm nederbörd.